# Dolný Jelenec
Dolný Jelenec – dawniej samodzielna osada, obecnie część miejscowości Staré Hory w kraju bańskobystrzyckim, w powiecie Bańska Bystrzyca na Słowacji. Znajduje się w Starohorskiej Dolinie pomiędzy Wielką Fatrą a Starohorskimi Wierchami. Zabudowania osady rozłożyły się wzdłuż koryta Jelenskiego potoku i przy jego ujściu do Starohorskiego potoku. Przez Dolný Jelenec przebiega droga krajowa nr 59.
Osada Dolný Jelenec powstała przy hucie, a jej pierwsi mieszkańcy zajmowali się wytwarzaniem węgla drzewnego na potrzeby tej huty. Huta działała do około 1550 roku. W 1925 r. na Jelenskim potoku wybudowano elektrownię wodną Dolný Jelenec. Oprócz zapory elektrowni i jej zbiornika wodnego turystyczną atrakcją w Dolnym Jelencu są zabytkowe drewniane domy oraz pomnik „Mor ho!” upamiętniający rozgłośnię radiową słowackiego powstania narodowego.
Przy ścianie skalnej nad osadą znajduje się punkt widokowy i pomnik Jozefa Dekreta-Matejovie, leśnika zasłużonego dla ochrony i odbudowy tutejszych lasów, znacznie zdewastowanych przez górnictwo i hutnictwo. Autorem rzeźby jest F. Šidlo.
W Dolnym Jelencu zaczyna się utworzona w 1993 r. leśna ścieżka dydaktyczna imieniem J. Dekreta-Matejovie. Ma długość 9,5 km i 14 przystanków z planszami dydaktycznymi. Zaczyna się koło pomnika J. Dekreta-Matejoviego i prowadzi przez osady Horný Jelenec, Valentová, Rybô i Kohútová, po czym pod Majerową Skałą schodzi na powrót do Dolnego Jelenca.

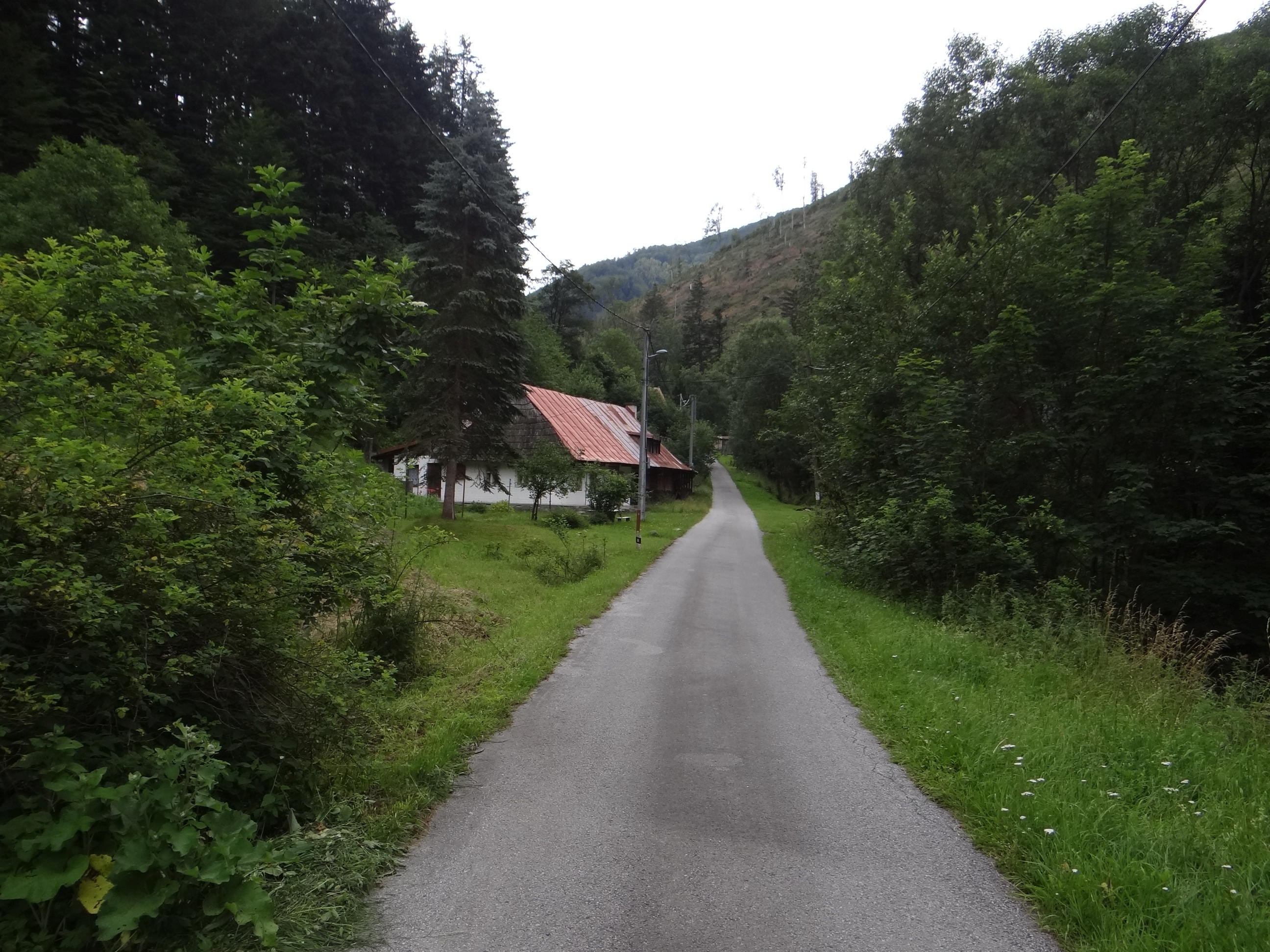
Dolina Jelenskiego potoku
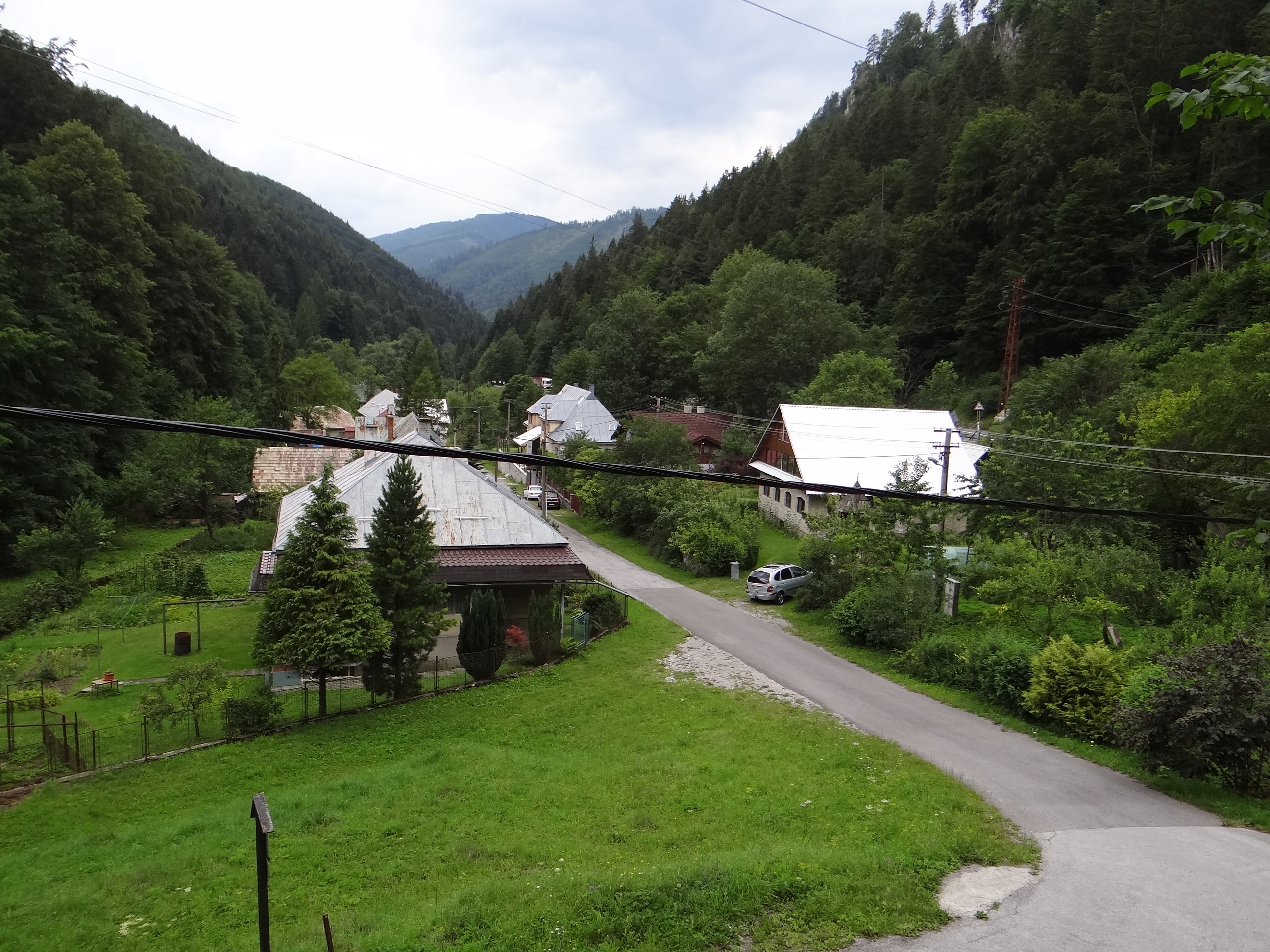
Widok na osadę z punktu widokowego
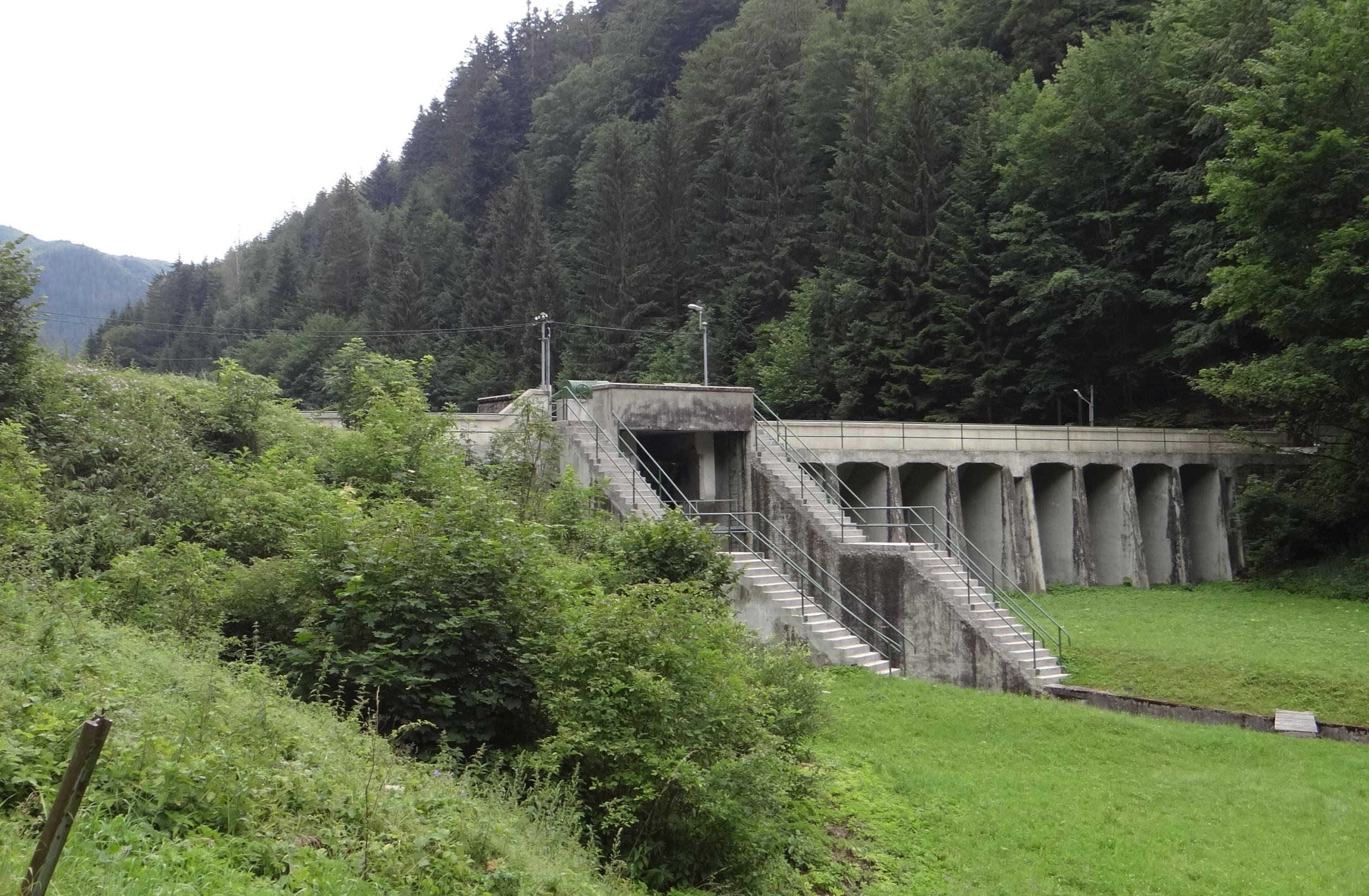
Zapora elektrowni wodnej
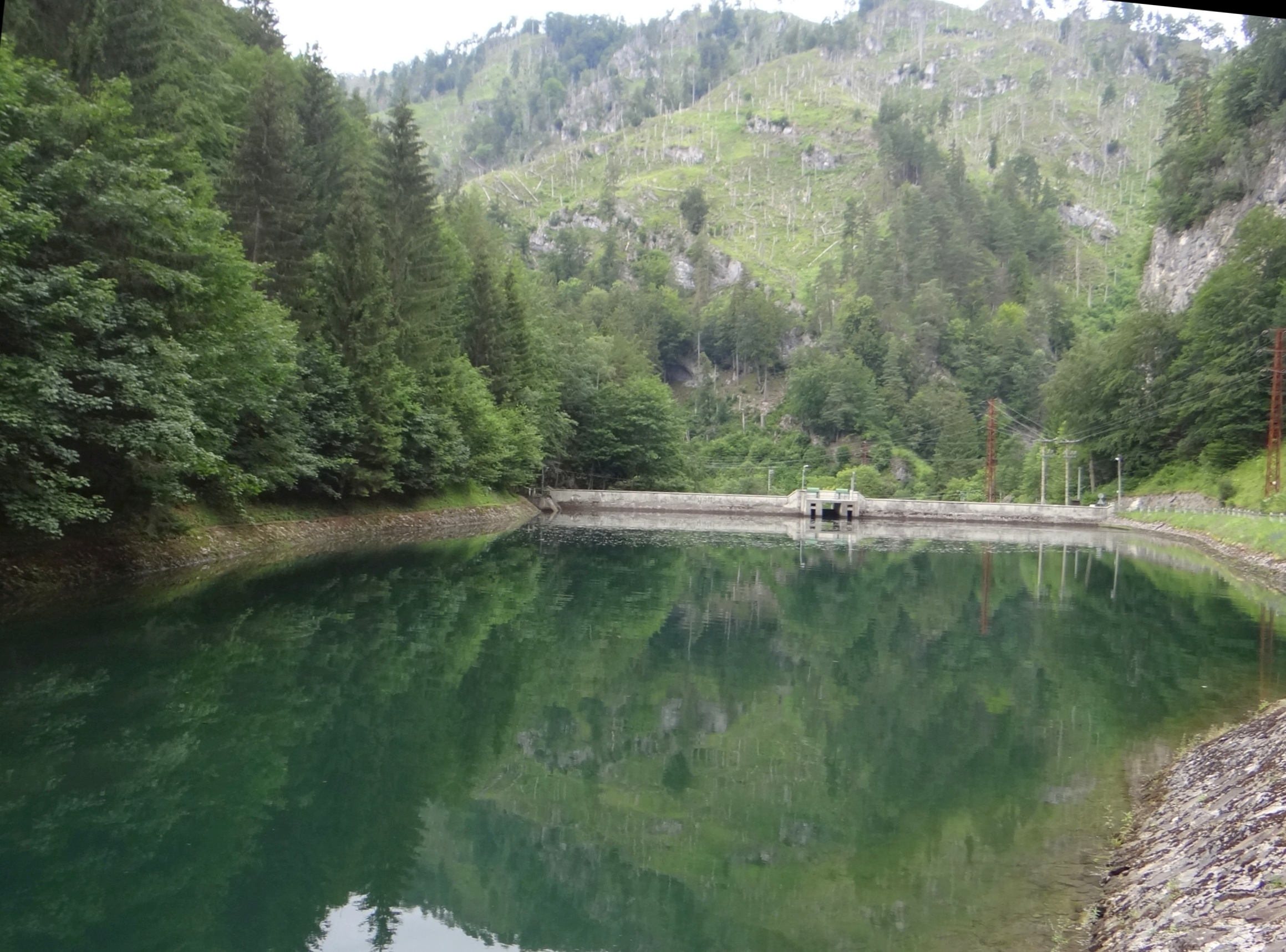
Zbiornik wodny przy elektrowni. W głębi Wielka Fatra
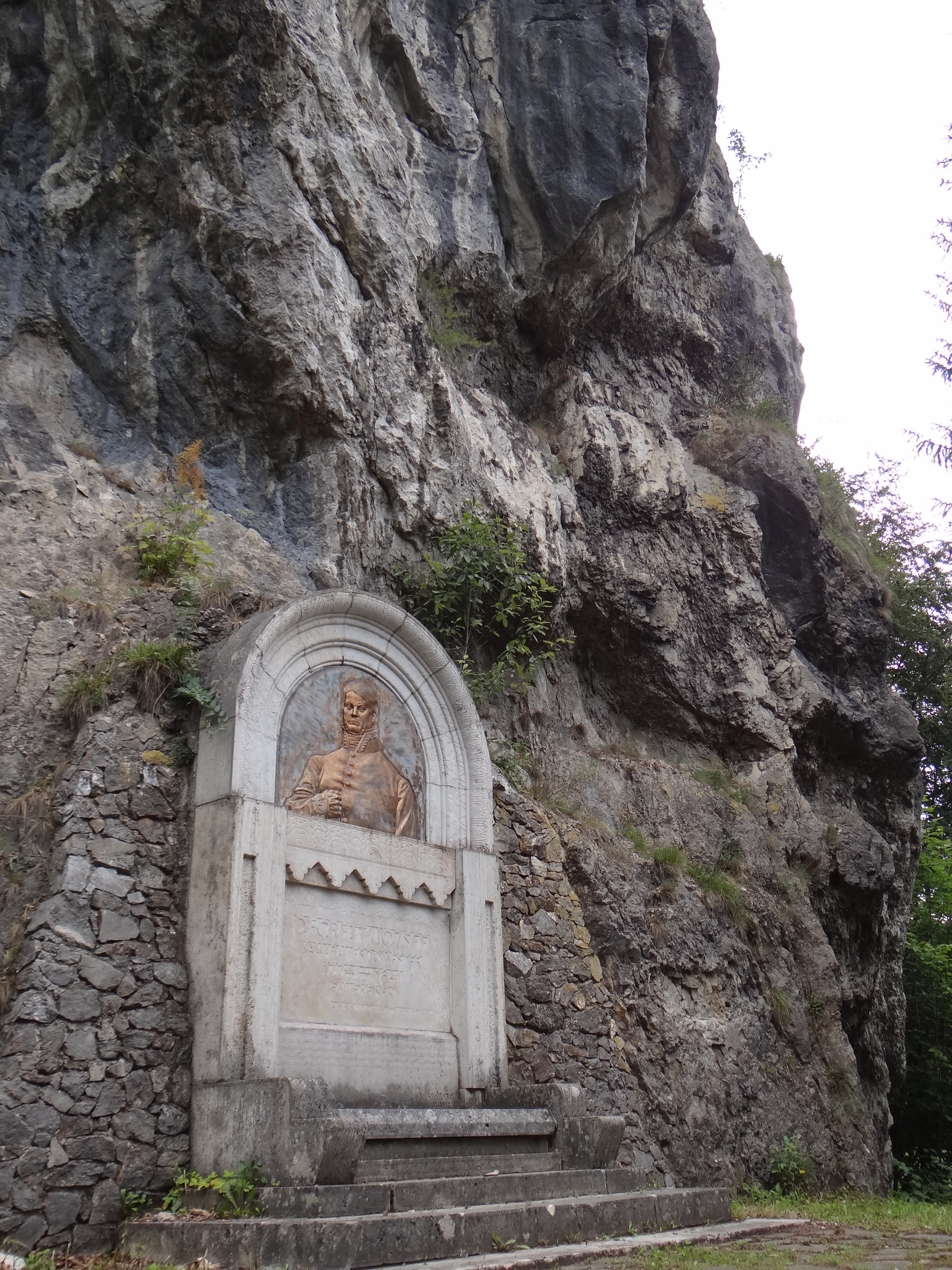
Pomnik J. Dekreta-Matejoviego